# Aeródromo del Pinar
El Aeródromo del Pinar, también conocido como Aeródromo de Castellón o Aeroclub de Castellón (código ICAO: LECN), es un aeródromo situado en el distrito de el Grao, en el municipio de Castellón de la Plana (España).
El aeródromo se encuentra junto a la playa del Gurugú en el mar Mediterráneo, a unos 6 m s. n. m. en una zona elevada artificialmente durante siglos para controlar y prevenir las crecidas del río Seco, que en la década de 1970 se hizo desembocar directamente al mar por un canal artificial ubicado al norte de las instalaciones, y contribuir al proceso de desecación de la Marjalería, en una partida rural conocida como La Mota por este motivo. A pocos metros al sur de las instalaciones se encuentra el histórico parque del Pinar que marca el ensanchamiento natural de la restinga litoral de la costa de Castellón, y que da nombre al aeródromo. La distancia al núcleo urbano principal de Castellón es de unos 6 km desde la que se puede acceder directamente por el camino rural de la Plana, o a través de la avenida Ferrandis Salvador directamente desde el Grao.

## Historia

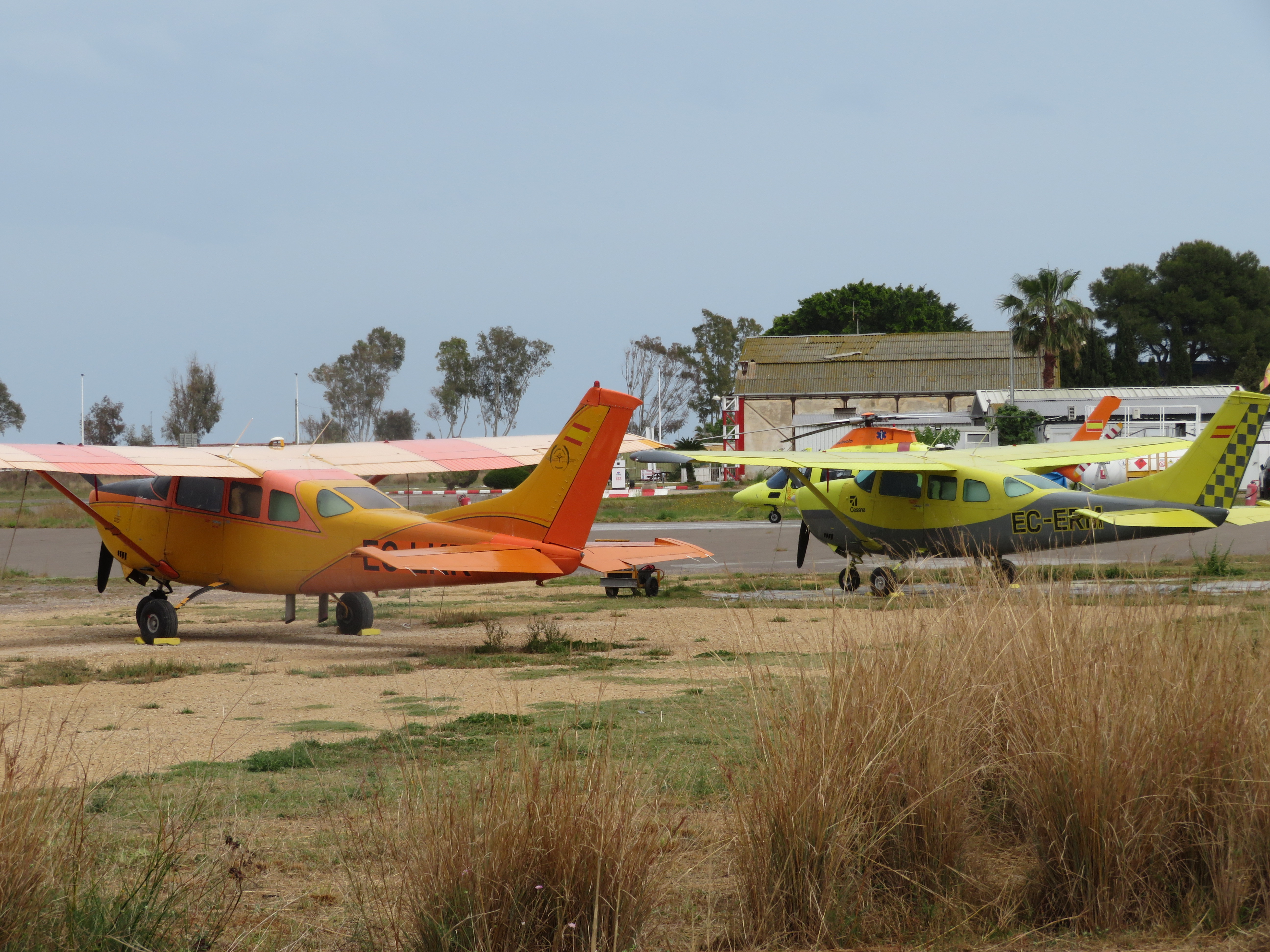
Aeronaves en el aeródromo

La zona había acogido exhibiciones aeronáuticas desde 1911, y por esas fechas se habilitó mínimamente como lugar de aterrizaje en caso de emergencias para los aviones que sobrevolaban la zona. En 1922 el ingeniero francés Delreu elaboró el primer proyecto de aeródromo permanente, pero fue abandonado. Le siguieron otros dos intentos en 1924 por la compañía Internacionale y en 1929 con la compañía Euro-África para hacer escala en sus viajes Génova-Lisboa y Francia-Marruecos respectivamente. En julio de 1931 el ayuntamiento consiguió los terrenos que el 7 de noviembre de ese año cedió a la Dirección General de Aviación. El 2 de febrero de 1932 el diputado Fernando Gasset anunció la construcción del aeropuerto gracias a una subvención de 25 000 pesetas del gobierno de la Segunda República. Las obras comenzaron dos días después y constituyó la Junta de obras el 28 de abril. Finalmente fue inaugurado el 19 de marzo de 1933,día de la Romería de las Cañas.
En 1935 empezó a tener uso militar, sirviendo a la aviación republicana durante la guerra civil española, pero tuvo que cesar su uso debido a su vulnerabilidad a los bombardeos navales. En 1958 el Ministerio del Aire cedió los terrenos y las instalaciones al Ayuntamiento de Castellón de la Plana, que las dio en concesión a la asociación sin ánimo de lucro Aeroclub Castellón.
En 2005, el recientemente dimitido alcalde José Luis Gimeno y el recién nombrado alcalde Alberto Fabra presentaron el gran proyecto de la Ciudad de las Lenguas que debía haberse construido en los terrenos del aeródromo una vez fuese trasladado al nuevo aeropuerto de Castellón-Costa Azahar situado entre los municipios de Benlloch y Villanueva de Alcolea. En 2008 el proyecto pasó a manos de la Generalidad Valenciana que aprobó un máster plan que incluía usos recreativos, residenciales, hoteleros y deportivos, humedales y dunas, además de la oferta educativa con inversión prevista de 288 millones de euros. En 2013 se presentó un nuevo plan que implicaba la reducción de un 58 % de la inversión y la eliminación de los usos turísticos, para después suspender el proyecto en 2014. En 2012 el ayuntamiento inició el procedimiento para expropiar el aeroclub, la cual fue apelada ante la justicia por la asociación, que acabó obteniendo la nulidad en 2023, para entonces el plan general urbanístico aprobado en 2022 ya definía la parcela que ocupa como de uso dotacional público y el ayuntamiento ya se había posicionado a favor de recuperar la legalidad de la asociación y de sus instalaciones.

## Instalaciones
La superficie total de las instalaciones es de aproximadamente 454 000 m², los cuales no todos tienen uso para la aviación ya que acoge también las instalaciones del Club de Cazadores San Huberto dedicadas al tiro olímpico y al tiro con arco, la franja recayente a la avenida acoge un aparcamiento público para automóviles y autocaravanas, y se prevé que al norte de las instalaciones una franja sea ocupada por la necesaria ampliación de la desembocadura del río Seco.
Se trata de un aeródromo no controlado, de categoría restringida de uso general. Dispone de dos pistas cruzadas, la 18/36 en sentido norte-sur de 790 m de longitud y pista asfaltada; y la 03/21 con dirección suroeste-noreste y pista de terreno compacto que se encuentra fuera de servicio. Sus instalaciones son aptas para ser usadas por avionetas, ultraligeros y helicópteros. Sus usos principales son el recreativo y el deportivo, donde destaca la práctica del paracaidismo y del ala delta, además sirve como base para aeronaves de ambulancia aérea, extinción de incendios, rescate, del Policía Nacional y de la Guardia civil. También acoge una escuela de pilotos.